# Agrypnus murinus
Agrypnus murinus là một loài bọ cánh cứng trong họ Elateridae. Loài này được Linnaeus miêu tả khoa học năm 1758.
Loài bọ cánh cứng này này có mặt ở hầu hết châu Âu, phía đông Tân Bắc giới, Cận Đông và vương quốc Cận Đông.
Ấu trùng màu nâu đen của loài bọ này phát triển trong đất, ăn rễ cây, sâu và ấu trùng của các loài côn trùng khác.
Cá thể trưởng thành dài tới 10–17 milimét và chủ yếu gặp từ cuối tháng 4 đến tháng 6 ở các khu vực trống hoặc núi, rừng thấp hoặc đồng cỏ, đôi khi nguy hiểm cho cây trồng.
Toàn thân màu nâu xám với những điểm hơi xám và được bao phủ bởi lớp lông tơ dày, trong khi chân và râu chủ yếu có màu nâu đỏ hoặc nâu sẫm.

## Hình ảnh

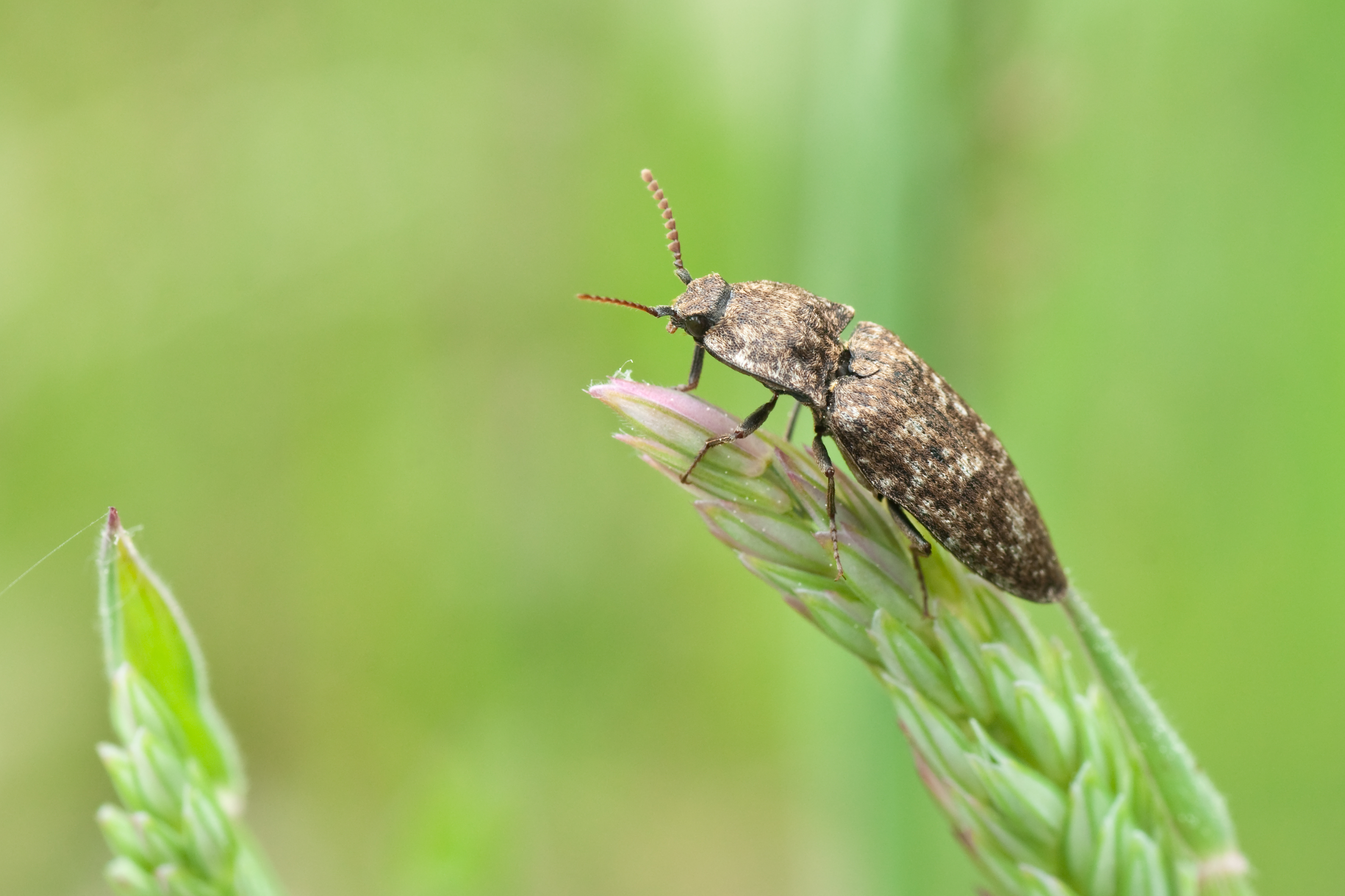
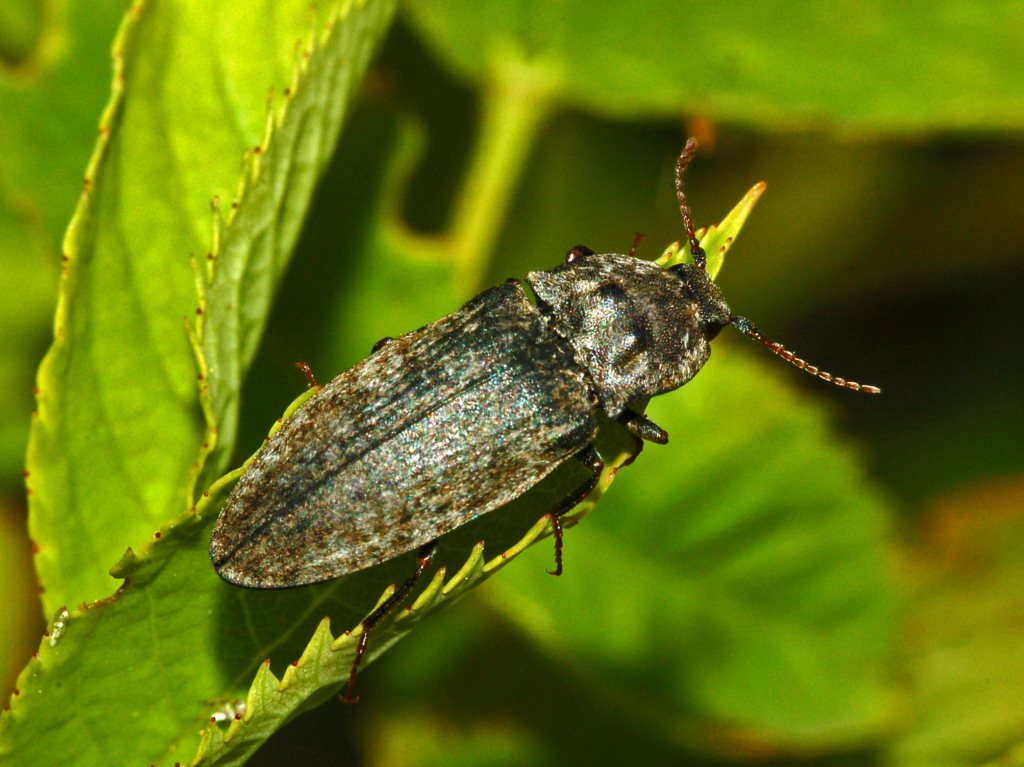
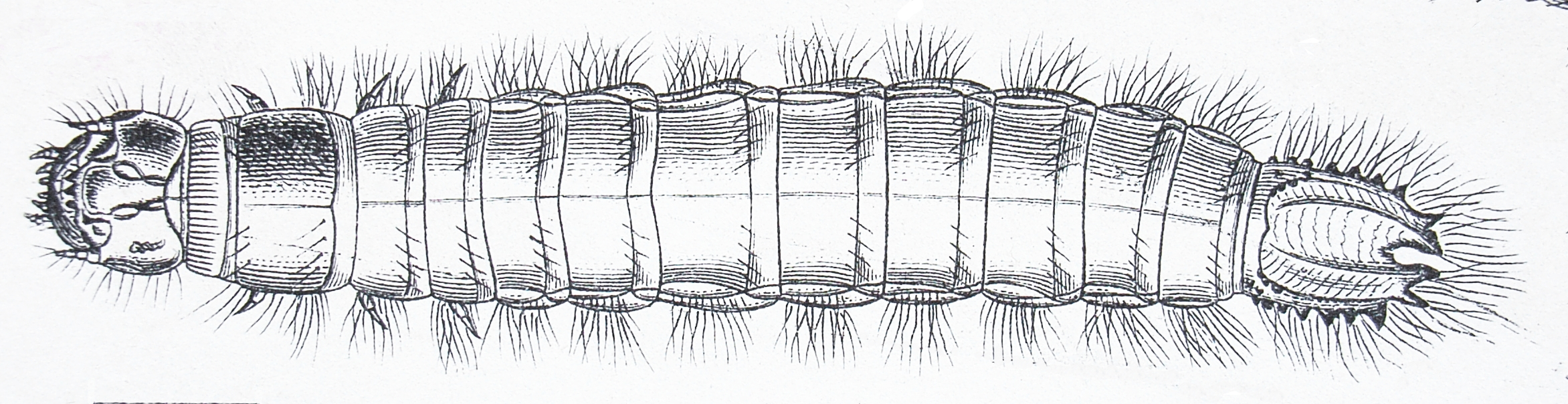